# Klaus-Dieter Regenbrecht
Klaus-Dieter Regenbrecht (Pseudonym: kloy) (* 29. April 1950 in Bassum) ist ein deutscher Schriftsteller, Dozent und Künstler.

## Leben und Werk
Regenbrecht studierte von 1973 bis Anfang der 1980er-Jahre in Tübingen und Bonn Amerikanistik, Geographie, Sport und Pädagogik. Durch die intensive Beschäftigung mit der amerikanischen Literatur begann er selbst zu schreiben.
Anfang der 1980er Jahre entschied er sich für den Beruf des Schriftstellers und gründete seinen eigenen Verlag, Tabu Litu. Der Verlagsname ist zugleich Titel seines Großwerkes „Tabu Litu – ein documentum fragmentum in neun Büchern“, das zwischen 1985 und 1999 erschien.
Seit 1986 ist Regenbrecht Mitglied im Verband deutscher Schriftstellerinnen und Schriftsteller (Landesverband Rheinland-Pfalz) und nahm seitdem an zahlreichen Kongressen und Literaturveranstaltungen teil, u. a. in Kaiserslautern (1992), Andernach (2005) und Koblenz (2011, während der Bundesgartenschau) als Moderator.
Seit 2000 erschien eine Reihe von Romanen und Erzählungen sowie 2017 seine Autobiographie „Paradise with Black Spots and Bruises – Stories, Pictures, and Thoughts of a Lifetime“ auf Englisch. 2019 erschien der Essay „Ein Mythos wird vermessen – Rhein, Romantik und neue Raumerfahrung“, der ein neues, umfassendes Bild der Romantik präsentiert. Als erster Roman zum Essay erschien im gleichen Jahr „Die selige Verzückung absehbarer Enttäuschung“. Die Romantik-Tetralogie vervollständigen der Roman „Göttern und Menschen zum Troz“ über das Leben der Caroline Schlegel-Schelling, die Jenaer Frühromantik um August Wilhelm Schlegel, Friedrich Schlegel und Novalis, sowie die Biografie über A.W. Schlegel, „Entstelltes Chaos glänzender Gestalten – Die Frauen in August Wilhelm Schlegels Leben“. 2023 erschien „Romantische Liebe – So reich an Freud ihr Schatten“ zu Franz von Baader, Friedrich Karl Forberg, Basilius von Ramdohr, Friedrich Schleiermacher und Zacharias Werner. Als bisher letztes Romantik-Kompendium erschien 2024 eine Roman-Biografie unter dem Titel „Zacharias Werner: Von Gier zur Reu“. 
Im Frühjahr 2025 begann Regenbrecht mit der Herausgabe eines dreiteiligen Romans über Georg Forster und Alexander von Humboldt unter dem Titel „Forster & Humboldt“. Der erste Teil "Ansichten vom Niederrhein" reflektiert die gemeinsame Reise im Jahre 1790 von Mainz zum Niederrhein, durch die Niederlande nach England und zurück über Frankreich und Paris. "Teil 2: Die Mainzer Republik" behandelt Forsters Zeit in Mainz und Paris bis zu seinem Tode 1794, sowie Humboldts Werdegang bis 1799 und endet mit der Abreise aus Spanien zu seiner Südamerika-Expedition 1799–1804. Diese und seine Russland-Expedition, seine Publikationen und sein Lebenslauf bis zu seinem Tode sind Gegenstand von "Teil 3: Ansichten der Natur" (erscheint 2026).
Neben seiner schriftstellerischen Tätigkeit ist Regenbrecht auch künstlerisch tätig und illustriert seine Bücher selbst. Außerdem unterrichtete er Kreatives Schreiben. 2014 erhielt er den Ersten Preis beim Landschreiber-Wettbewerb. Er lebt in Koblenz.

## Werke
- 1985–1999: Tabu Litu – ein documentum fragmentum in neun Büchern
  - Buch 1: Gedichte (1985)
  - Buch 2: Antikörper, Krimi (1986)
  - Buch 3: Text & Grafik (1987)
  - Buch 4: Stories (1989)
  - Buch 5: Die Grenze, der Strom und das Drama, Roman (1990)
  - Buch 6: Stellas Promotion, Roman (1993)
  - Buch 7: Jäger und Gejagter: Tod eines Doppelgängers, Erzählung (1994)
  - Buch 8: sum mor tym – Gedichte übers Jahr und eine Vorlesung (1996)
  - Buch 9: Die Rheinland-Papiere oder die Tricks der Bücher, Roman (1999)
- 2003: Continuity – Hitchcocks, Pocahontas, Kriminalerzählung
- 2004: Das Camp – Acht neue Erzählungen
- 2008: Die Reisen des Johannes, Erzählung
- 2009: Transit Wirklichkeit, Roman
- 2010: AmoRLauf – Ein Bildungsroman
- 2013: Im Goldpfad 10, Ein Schlüsselroman
- 2014: Jonas von Dohms zu Brügge, Roman
- 2015: Luhmen & Balder: Minimal-invasive Eingriffe, Erzählung
- 2016: Die Durchschlag-Strategie, Roman
- 2016: Den Widerspruch zwischen Gelesenem und Gelebtem mit Geschriebenem lösen, Ausgewählte Aufsätze und sieben Internet-Cartoons
- 2017: Paradise with Black Spots and Bruises – Stories, Pictures, and Thoughts of a Lifetime, Autobiographie
- 2018: Verhüllte Männer in Weißen Häusern – Ein zystopisches Selbstgespräch, SF-Story
- 2019: Ein Mythos wird vermessen – Rhein, Romantik und neue Raumerfahrung, Essay
- 2019: Die selige Verzückung absehbarer Enttäuschung, Roman
- 2020: Göttern und Menschen zum Troz, Roman
- 2021: Present*Absence/Absent*Presence, Theaterstück
- 2021: Die Definition von Wahnsinn. Mein Seuchenjournal
- 2022: Entstelltes Chaos glänzender Gestalten – Die Frauen in August Wilhelm Schlegels Leben, Biografie
- 2023: Romantische Liebe – So reich an Freud ihr Schatten, Essay
- 2023: BilderBuch eines Unikums – Autobio-Grafischer Katalog
- 2024: Zacharias Werner: Von Gier zur Reu, Roman-Biografie mit Werkauswahl
- 2024: Die Kollaborations-Chroniken, Roman
- 2025: Forster & Humboldt, Teil 1: Ansichten vom Niederrhein, Roman
- 2025: Forster & Humboldt, Teil 2: Die Mainzer Republik